# Panama-Kongress
Der Panama-Kongress fand vom 22. Juni bis 15. Juli 1826 in Panama-Stadt statt.
In ihm verfolgte Simón Bolívar als Organisator dieses panamerikanischen Kongresses die Idee einer übernationalen hispanoamerikanischen Konföderation. Dadurch sollte die territoriale Integrität der jungen lateinamerikanischen Staaten gesichert werden, was auch die Beteiligung Großbritanniens als Schutzmacht vorsah. Grund für die Einberufung des Panama-Kongresses war die Angst vor einer Wiedereroberung der lateinamerikanischen Länder durch Spanien mit Unterstützung der Heiligen Allianz.

## Ablauf
Zu den Teilnehmern des Kongresses zählten Vertreter Großkolumbiens, Perus, der Zentralamerikanischen Konföderation und Mexikos. Nicht eingeladen war sowohl der paraguayische Diktator Rodríguez de Francia als auch Haiti. Die bolivianischen und US-amerikanischen Vertreter waren zu spät aufgebrochen und die Vereinigten Provinzen des Río de la Plata, Chile und Brasilien versagten aus unterschiedlichen Gründen ihre Teilnahme. Großbritannien und die Niederlande waren als Beobachter anwesend.
Dem Kongress war ein Streit zwischen den Organisatoren Bolívar und Santander vorausgegangen, bei dem es um seine Ausdehnung ging. Während Bolívar den Panamerikanischen Kongress lediglich auf Hispanoamerika ohne das befreite Río de la Plata begrenzen wollte, lud Santander neben Argentinien auch die Vereinigten Staaten von Amerika und Brasilien ein.

## Eigenschaften des erstrebten Staatenbundes
Der von Bolívar auf der Konferenz vorgeschlagene Zusammenschluss Lateinamerikas sollte folgende Charakteristiken besitzen:
- Es sollte sich aus den ehemaligen spanischen Kolonien ein Congreso Panamericano herausbilden. Die USA, Río de la Plata, Brasilien und Haiti sollten nicht eintreten dürfen.
- Ein gemeinsames Heer aus mindestens 100.000 Soldaten sollte gestellt werden. Es sollte auch im Inneren und bei Konflikten zwischen den Mitgliedsstaaten untereinander zum Einsatz kommen.
- Der Congreso Panamericano sollte einen eigenen Sitz haben.
- Ein gemeinsamer Zollverein sollte gegenseitigen Präferenzhandel garantieren.
- Die Liga sollte begründet sein durch gemeinsame Interessen, Herkunft, Sprache und Religion und somit exklusiv hispanoamerikanisch sein.
- Das bolivianische Motto jus potentiae equilibrium sollte das Gleichgewicht zwischen den Mitgliedsstaaten erhalten. Zu einer Vorherrschaft eines einzelnen Staates gegenüber anderen sollte es nicht kommen.

Hauptziel war also eine zentralistische hispanoamerikanische Union mit gemeinsamen, starken militärischen Truppen. Bolívar hatte dieses Konzepz zuvor bereits publik gemacht, z. B. in der Carta de Jamaica.
Darüber hinaus wurden Unterstützungsmaßnahmen für Kuba und Puerto Rico diskutiert, die weiterhin Kolonien waren, die Abschaffung der Sklaverei, Reaktionsmöglichkeiten auf die drei Jahre zuvor von den USA beschlossene Monroe-Doktrin und die Aufhebung der Grenzzölle.

## Ergebnis
Ergebnis des Kongresses war ein letztlich nur von Kolumbien ratifizierter und sehr limitierter Vertrag über Union, Liga und ewige Konföderation der lateinamerikanischen Völker, in dem sich die beteiligten Staaten ihre Verbundenheit versicherten. Sein Hauptziel war es, die Souveränität und Unabhängigkeit aller Mitglieder durch defensive und offensive Maßnahmen zu erhalten. Der größte Teil des Vertrags regelt die Organisierung und Rekrutierung der bewaffneten Kräfte. Obwohl Mexiko zunächst an dem Vertrag interessiert war, verschwand seine Begeisterung mit der Nachricht, dass Peru und die Zentralamerikanische Konföderation sich nicht beteiligen werden.
Das vollständige Fehlen ökonomischer Bestimmungen im Vertrag resultierte aus dem Versuch, zwischen den zu protektionistischen Modellen strebenden Einzelstaaten Konflikte zu vermeiden. Die USA verloren in Folge ihr Interesse an der Vereinigung. Großbritannien weigerte sich, weitergehende Verpflichtungen einzugehen – etwa beim Kampf gegen die spanische Kolonialmacht in der Karibik.
In den kommenden Jahrzehnten wurde der panamerikanische Kongress drei weitere Male ausgetragen: 1848 in Lima, 1857 in Santiago de Chile und zuletzt 1865 wieder in Lima. Die Ergebnisse waren ähnlich gering wie in Panama.